# Poltrona

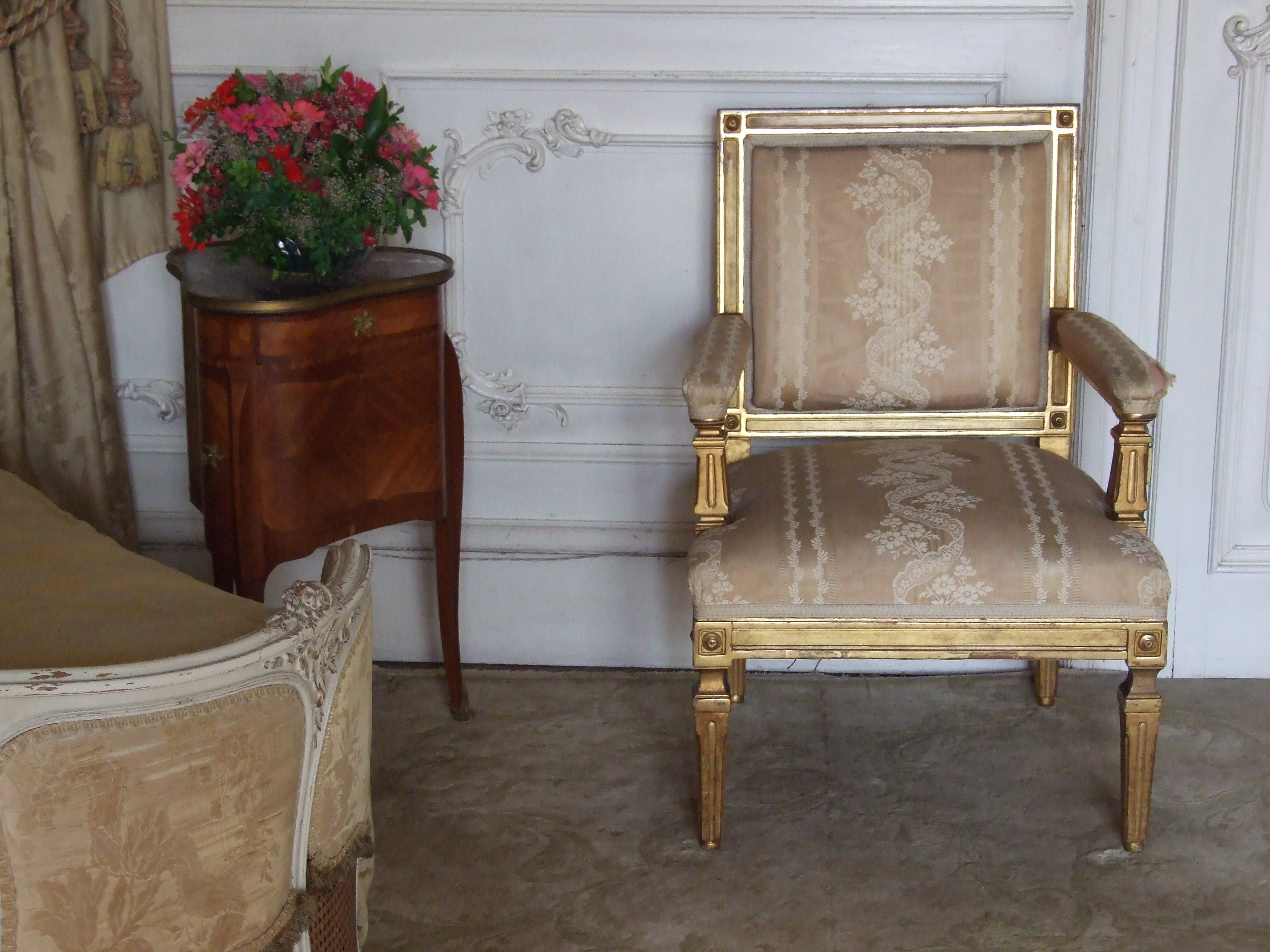
Una poltrona antica

La poltrona è un tipo di seduta ampia destinata ad un solo utilizzatore, differenziandosi dalla sedia e dal divano per ingombri, concezione, numero di utilizzatori e architettura strutturale.

## Descrizione

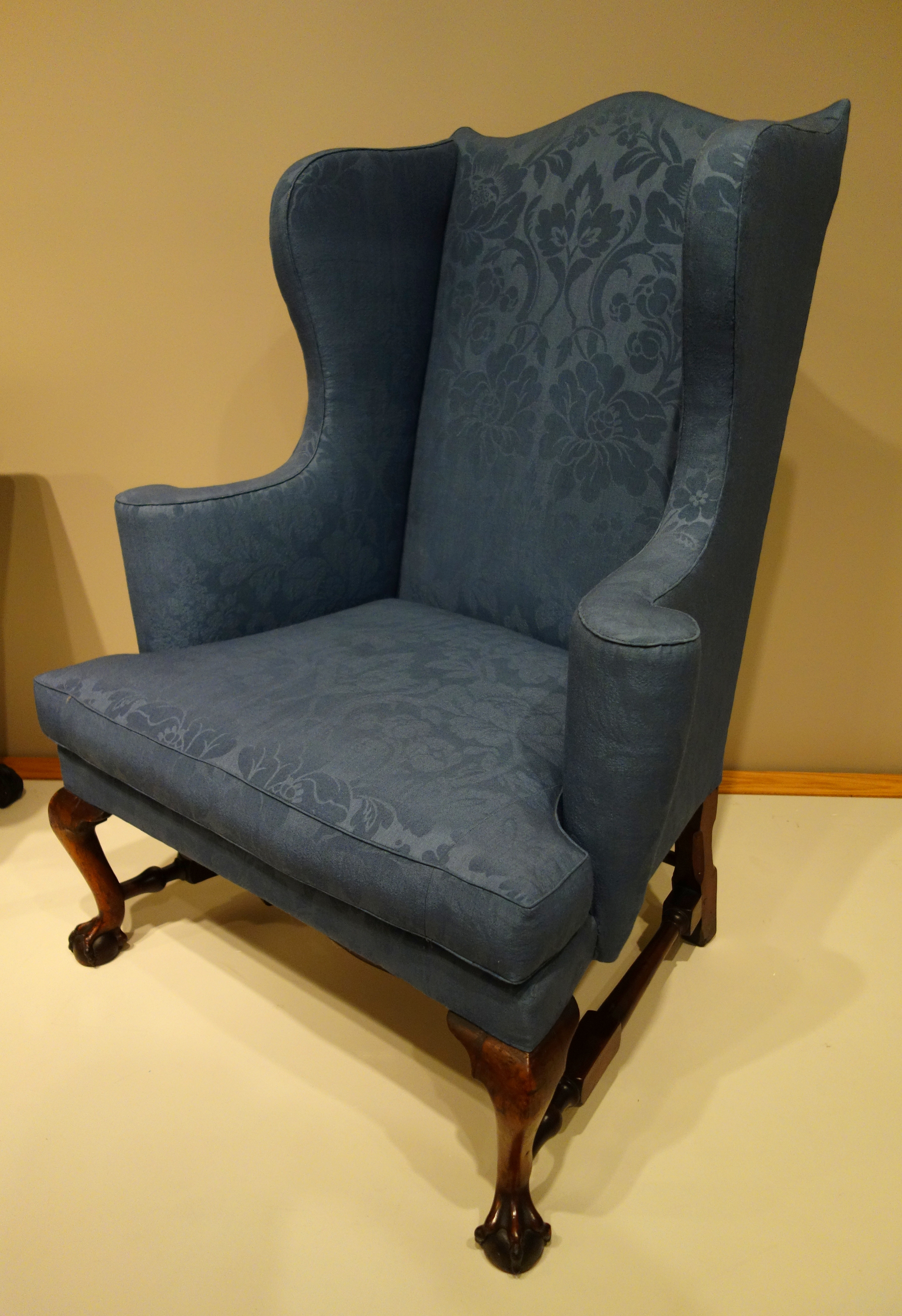

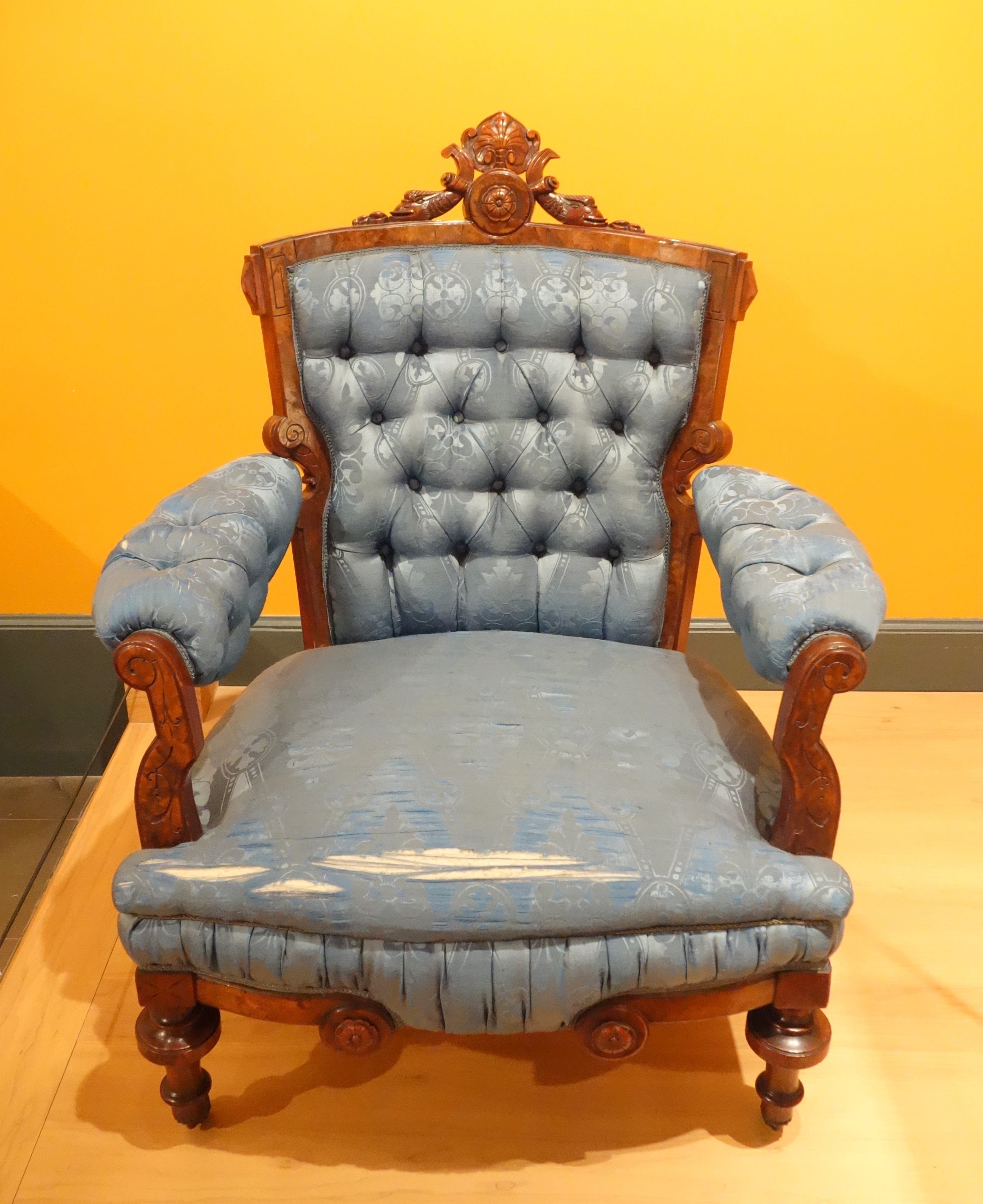

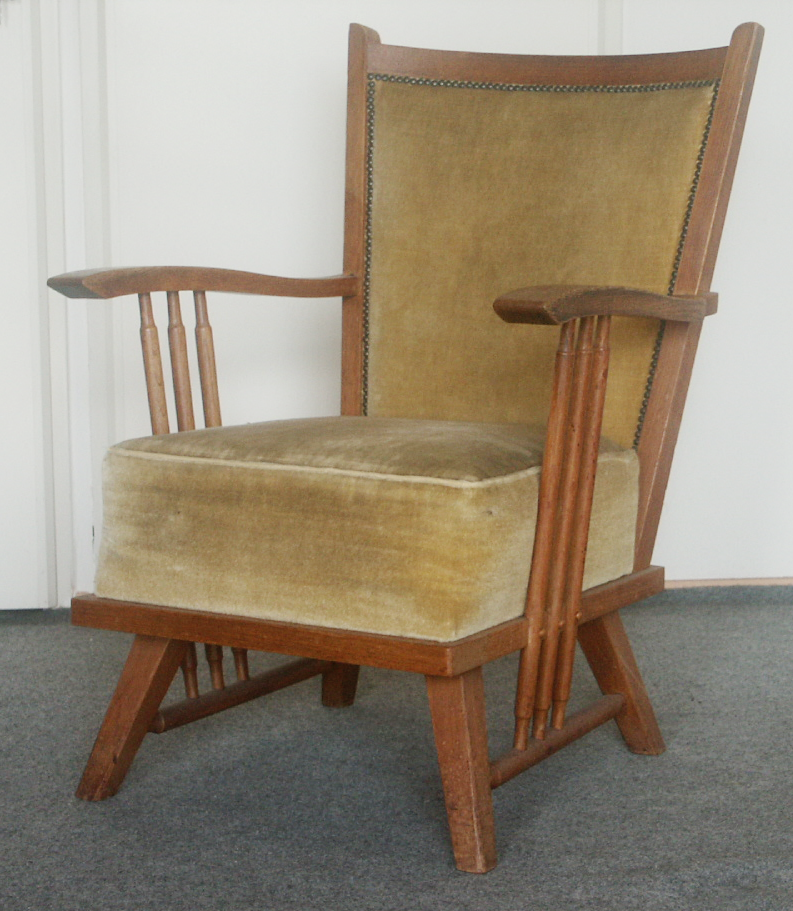

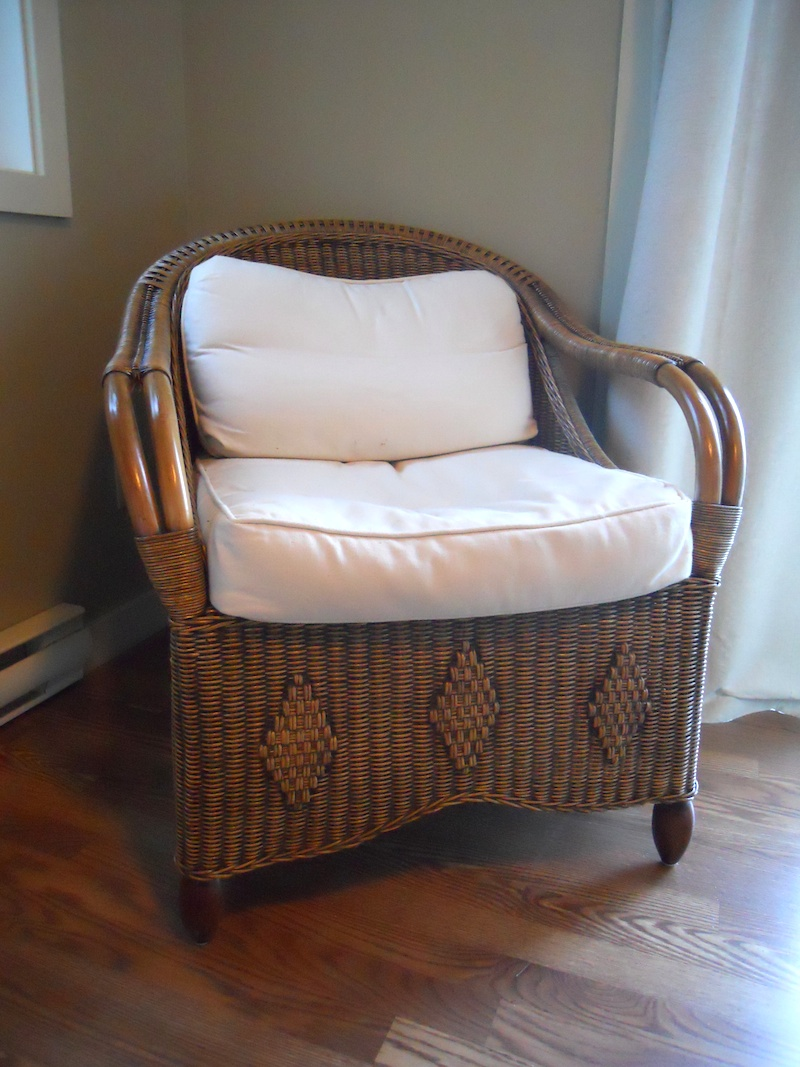

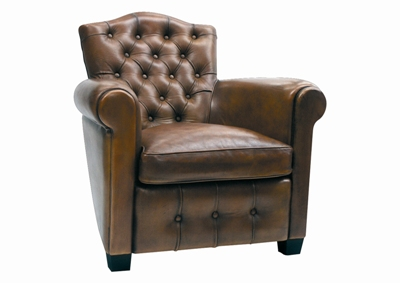

Una poltrona è un elemento d'arredo orientato all'eleganza e al comfort, è quindi imbottito e dotato di schienale (spesso anch'esso imbottito) e di braccioli, talvolta anche questi ultimi dotati di imbottitura. Si tratta di un mobile concepito per accogliere la persona che si siede in posizione meno rigida rispetto a una sedia: più bassa e più larga di quest'ultima non è indicata per essere accompagnata a un tavolo, ma è destinata a un salotto, alle sale d'attesa o al soggiorno. Nonostante esistano poltrone d'arte povera, questa seduta è orientata verso l'eleganza e in antichità veniva spesso realizzata in legno pregiato e rivestita in velluto o tessuti dalle trame elaborate e sfarzose. La poltrona è utilizzata anche per scopi puramente decorativi. Un oggetto d'arredo estremamente sfarzoso e impreziosito con materiali pregiati (come oro, pietre preziose, marmi, seta ecc.), maggiormente sopraelevato dal suolo ed utilizzato da monarchi o imperatori o papi è detto trono, o cattedra.

### Struttura e convenzioni progettuali

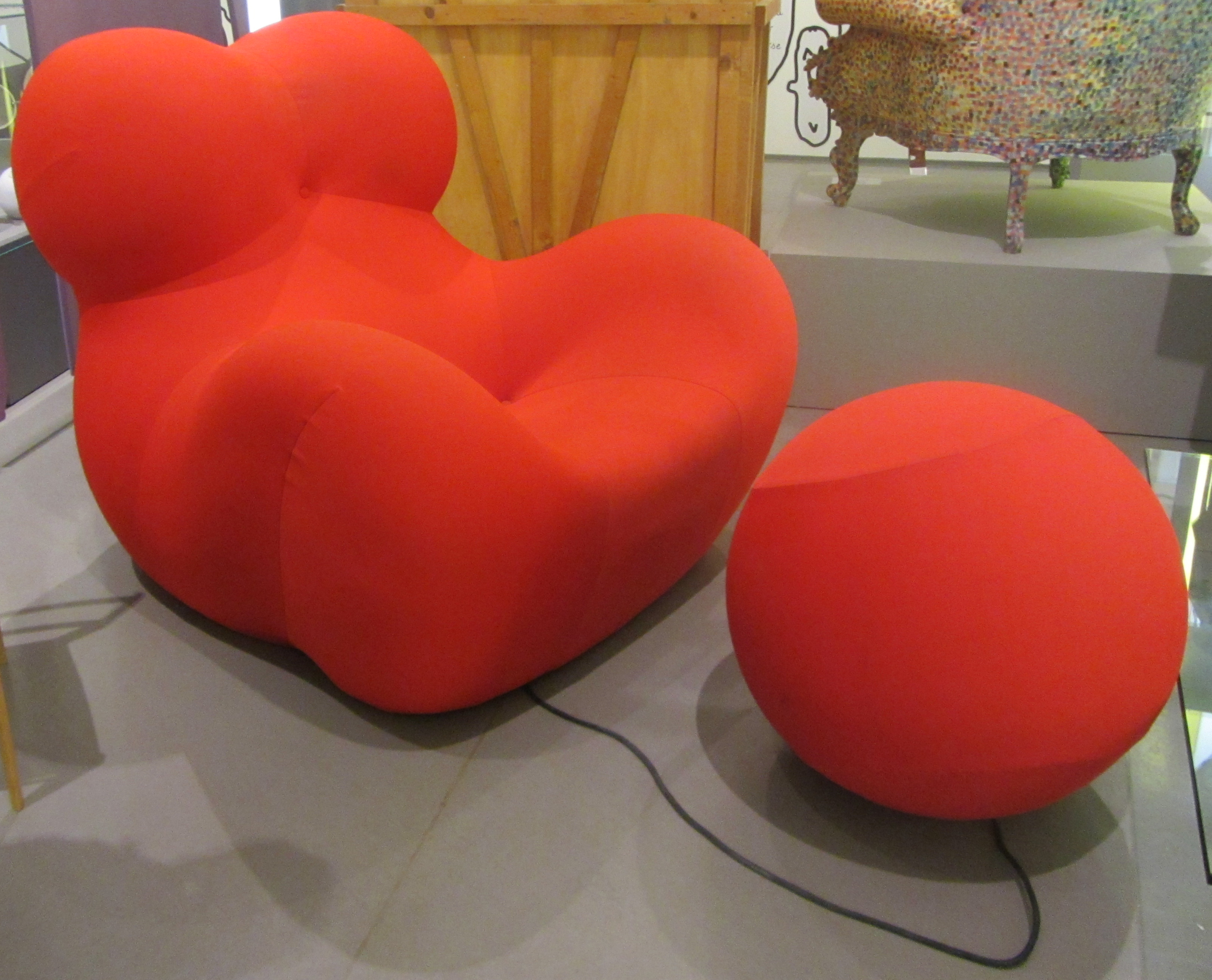
La poltrona UP5 con il poggiapiedi UP6 (Gaetano Pesce per Cassina & Busnelli, Italia 1969)

Se originariamente le misure standard applicate alle poltrone erano molto simili a quelle di una sedia, poiché la poltrona non era altro che una variante confortevole e decorosa di essa, in tempi più recenti questo tipo di seduta è quello che più si è svincolato da norme e convenzioni sulle dimensioni ed ergonomia, conseguenza del fatto che la poltrona non è concepita per lavoro o favorire al meglio la libertà di movimento ed è quindi meno colpita dai vicoli progettuali e norme ergonomiche. L'altezza minima del sedile che, secondo le norme italiane UNI, per una sedia va dai 42 ai 50 cm (convenzione è usare un valore di 45 cm circa), in una poltrona può scendere fino ai 30 centimetri. Con questa libertà nel tempo si sono create proporzioni e forme molto diverse e originali, soprattutto durante gli anni settanta dove il design radicale si contrapponeva al razionalismo italiano e proponeva concetti e soluzioni che andavano al di fuori degli schemi del funzionalismo.
Ne sono esempio famosi simboli del design italiano come la seduta Tubo composta da moduli di differente grandezza intercambiabili fra loro e spettava proprio all'utilizzatore decidere se avere il sedile a 46, 36 o addirittura 28 centimetri di altezza dal suolo. Un altro esempio è la serie UP, famiglia di sedute di diversa forma e dimensione dove la seduta variava dai 30 ai 45 cm. Vengono quindi a perdersi tutte le precise norme sulla corretta postura, ma non per questo, se accuratamente studiata, la posizione assunta in una poltrona diventa scorretta. Anche larghezza e profondità aumentano (rispetto alla sedia), la prima è generalmente attorno ai 60 centimetri, la seconda è molto variabile purché in sezione lungitudinale il sedile risulti inclinato verso il retro e formi un angolo con lo schienale di circa 100°.

### Usi, varianti e influenze antropologiche
Una poltrona può assumere diverse forme e può essere concepita per diversi scopi e quindi pensata per diversi contesti. Esistono poltrone da riposo, da lettura, da salotto, da teatro; poltrone per il cinema con sedile ribaltabile e porta bibita; le più moderne sono dotate di molti accessori come schienali reclinabili, poggiapiedi a scomparsa o addirittura ausilii per alzasi o sedersi, utili per le persone anziane. Ci sono perfino poltrone massaggianti, sia per ambienti domestici che pubblici, come centri commerciali e aeroporti. Una poltrona allungata dotata di appoggio rialzato per la testa e talvolta una lunghezza a tutto corpo è detta chaise longue.
La poltrona è diventata nel tempo un simbolo di comodità e ozio, tale da coniare termini: come "poltrone" una persona poco attiva od oziosa dalla vita facile e abituato a farsi servire, o detti: per esempio "chi va a Roma perde la poltrona". In Italia è anche divenuta simbolo di carica parlamentare, soprattutto riferita a colui che ambisce tale carica "vuole una poltrona in parlamento" o chi non vuole lasciare tale carica a nessun costo nonostante gli scandali "non vuole rinunciare alla sua poltrona"

### Vari tipi di poltrona

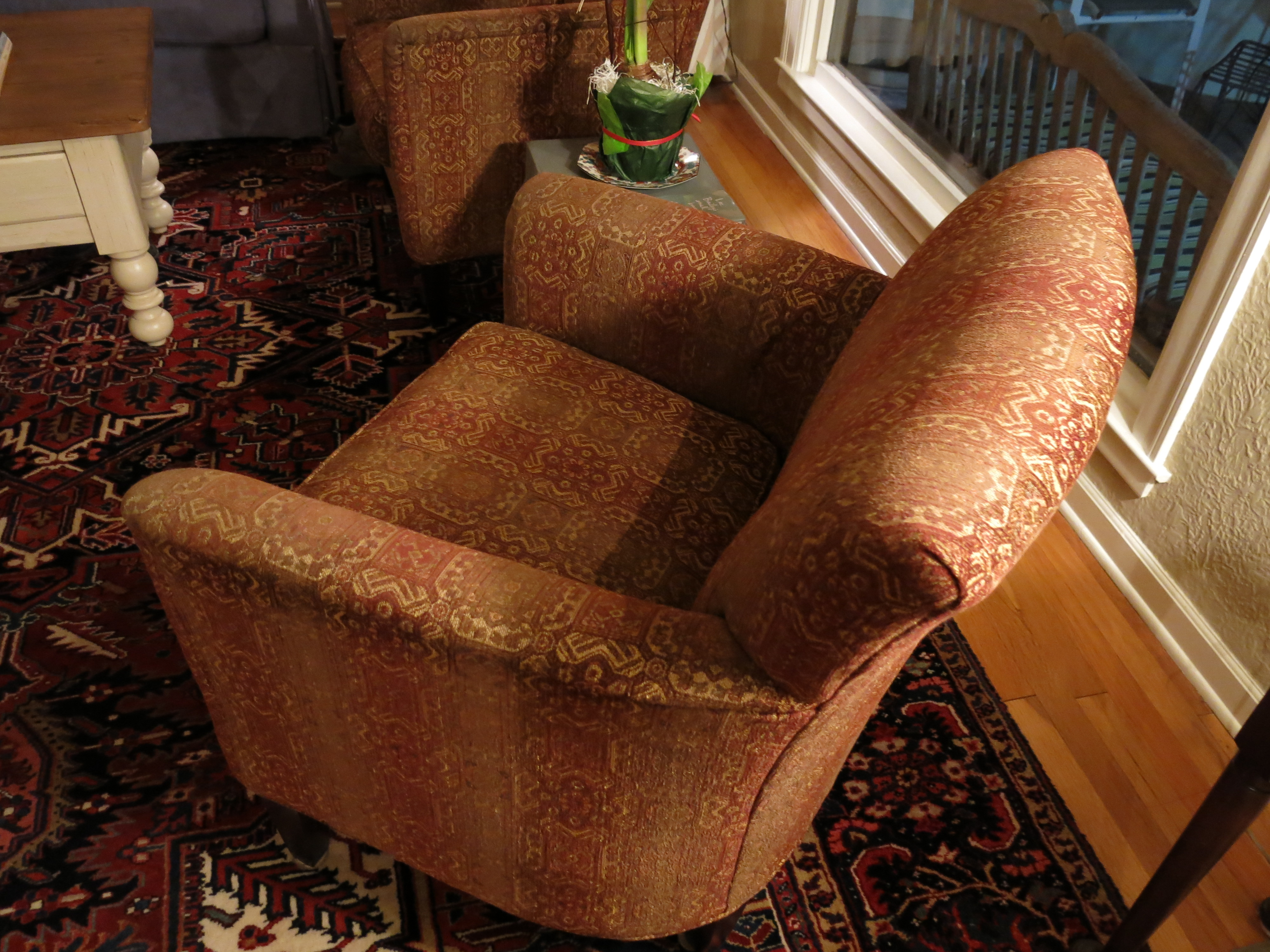

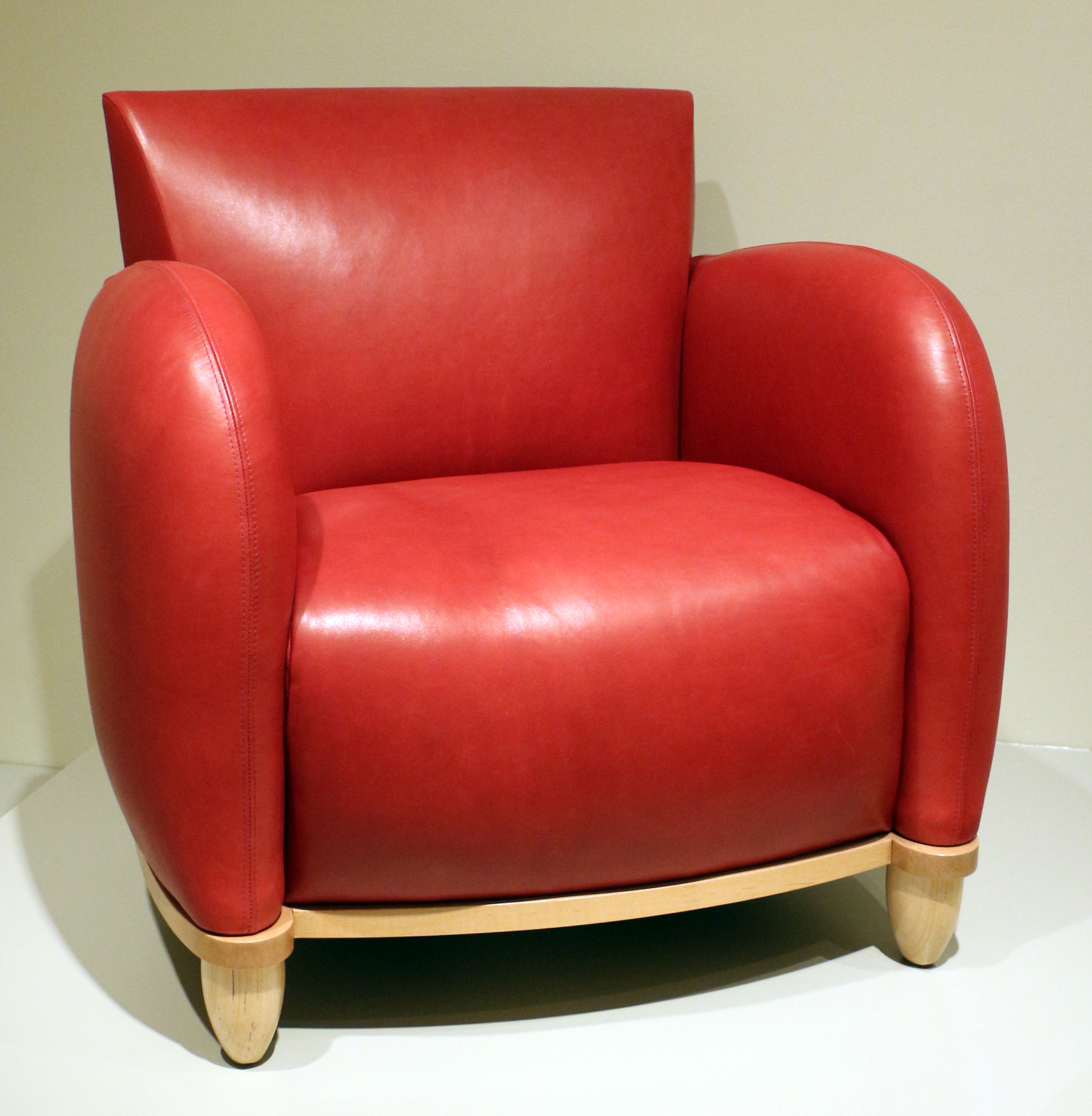

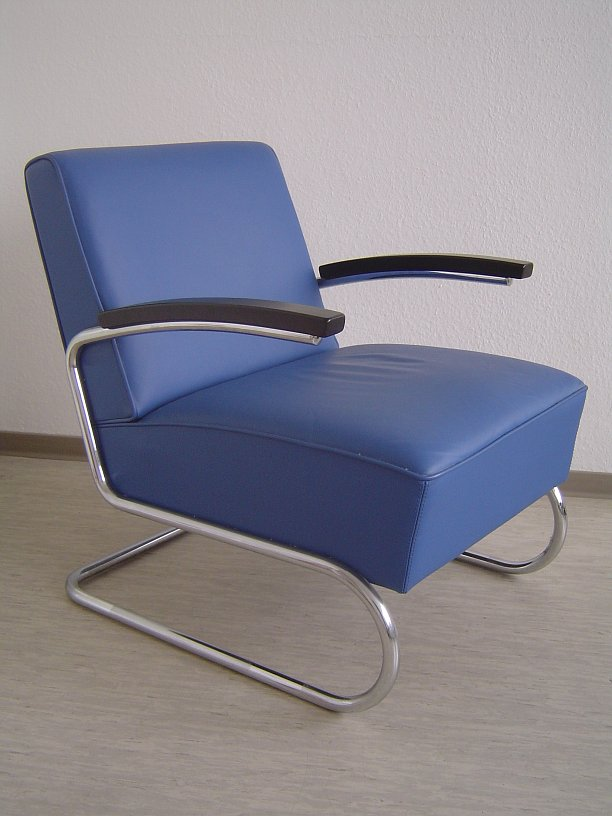

Fino all'inizio del Settecento la poltrona, derivata dalla cattedra, era un seggiolone a schienale rigido, con braccioli rigidi. Era ricoperta di cuoio, o di velluto, o di tessuto damascato e aveva gambe raccordate a X oppure a H. Intorno al 1720 la fantasia dei mobilieri francesi diede origine ad una gamma di forme nuove, la cui moda dilagò in Europa. Le tipologie sono molte e diverse tra loro.
- Poltrona a pozzetto. Ha dorsale concavo e avvolgente che è contiguo coi braccioli
- Poltrona a dondolo. Montata su pattini, può oscillare in avanti e indietro e a volte anche lateralmente. Nata in Francia nel Settecento, è l'antenata dell'americana rocking-chair
- Poltrona à la Reine. Dal sedile ampio e confortevole, dai braccioli arretrati rispetto alla linea delle gambe, ha il dorsale con cornice di legno intagliata o dorata o dipinta
- Poltrona baigneuse. I suoi braccioli sono ad altezza differente e il sedile è ovaleggiante. Nella forma ricorda vagamente una vasca da bagno
- Poltrona bebé. Di contenute dimensioni, è interamente imbottita e ha dorsale lievemente curvo nella parte superiore. In uso dall'Ottocento
- Poltrona bergère. Tipica dello  stile Luigi XV, ha per seduta un grande cuscino mobile e i braccioli sono uniti allo schienale. Fu realizzata in Italia e in Francia con cornici laccate, o dorate e con intagli. Tipologia usata anche nell'Ottocento.
- Poltrona bergère en confessionel. In stile Luigi XV, ha i braccioli arretrati e due orecchie sporgenti sul dorsale che permettono l'appoggio della testa.
- Poltrona cabriolet. Lo schienale, lievemente arcuato, ricorda la forma di un violino. Tipica dello stile Reggenza francese.
- Poltrona caqueteuse (dal francese caqueter, ciarlare). Nata nel Rinascimento, ha sedile a forma di trapezio, spesso girevole su un perno centrale, dorsale lievemente ricurvo e piccoli braccioli.
- Poltrona chaise-longue. In prolungamento ha uno sgabello per poggiare i piedi.
- Poltrona chippendale. Con sedile abbassato e con schienale imbottito, si usa in genere davanti al caminetto.
- Poltrona coifeuse. Il sedile in alto è concavo, per poggiarvi la testa al momento della pettinatura. Conosciuta anche come poltrona da barbiere.
- Poltrona courant. Destinata ad essere posizionata al centro di una stanza, ha braccioli e schienale particolarmente curati nei dettagli.
- Poltrona Cromwell. Il sedile e la spalliera sono costituiti da strisce di cuoio.
- Poltrona d'angolo. Per la tipica forma del dorsale e del sedile, può occupare un angolo della stanza.
- Poltrona da biblioteca. Poltrona pieghevole che può trasformarsi in scaletta.
- Poltrona da riposo. Con schienale alto e confortevole e braccioli imbottiti.
- Poltrona da lettura. Lo schienale basso fa corpo con i braccioli che sostengono una mensola.
- Poltrona de commodité o comoda o seggetta. Col sedile bucato, ha sotto un vaso di porcellana, o di ceramica, o di stagno. Si usa per la toletta intima.
- Poltrona d'honeur. Seggio elevato e con braccioli, usato nel Medioevo per distinguere il Signore o la Signora.
- Poltrona dos-à-dos. Detta anche da conversazione è una poltrona binata, con i due schienali lievemente convergenti.
- Poltrona Duchesse. Il sedile allungato permette di stendere le gambe e termina con  un secondo schienale, più basso del primo.
- Poltrona frallero. Tipica spagnola, con schienale alto e rigido e braccioli scolpiti. Il dorsale è attraversato da una alta cintura di cuoio o di tessuto pesante. Sedile e spalliera sono fissati con borchie di metallo. In Italia è chiamata alla fratina.
- Poltrona hepplewhite. Con schienale ovoidale o a forma di scudo, gambe rastremate e braccioli privi di imbottitura.
- Poltrona inglese settecentesca. I montanti retrostanti, in legno, si riuniscono al colmo dello schienale in un tipico nodo. Ha braccioli avvolgenti e terminanti a ricciolo sui loro sostegni. Sedile imbottito e gambe che finiscono a ricciolo.
- Poltrona méridienne. Simile al chiase longue, ha un bracciolo più alto che fa da schienale e uno schienale di ridotta altezza. Ebbe fortuna nello stile Impero.
- Poltrona Récamier. Tipica dello stile Direttorio, non ha schienale e braccioli sostenuti da gambe a X. Il nome deriva da un dipinto di David che ritrare madame Récamier.
- Poltrona voyeuse. Utilizzata nelle sale da gioco, sulla sommità dello schienale ha un cuscinetto, cui si può poggiare chi guarda verso il tavolo da gioco, alle spalle della poltrona stessa.